# Thomas Gann
Thomas Gann (13 de maio de 1867 - 24 de fevereiro de 1938) foi um médico, arqueólogo e escritor britânico, nascido na Irlanda.
Ficou conhecido pela suas contribuições e descobertas arqueológicas em relação a ruinas da civilização Maia, como os sitios arqueológicos de Lubaantun, Ichpaatun, Xunantunich, Lamanai entre outros.

## Carreira
Gann foi nomeado médico distrital das Honduras Britânicas, em 1894 onde residiu até meados de 1905. Com os anos desenvolveu um grande interesse pelas ruínas maias da colônia britânica, até então pouco documentadas.
No meio de sua carreira, em 1908, Gann tornou-se professor honorário de Antiguidades Centro-Americanas no novo Instituto de Arqueologia da Universidade de Liverpool, onde conseguiu financiamento para alguns trabalho de campo até 1912.
Thomas Gann aposentou-se como médico das Honduras Britânicas em 1923, e escreveu vários livros sobre suas viagens e explorações. Gann vendeu um grande número de objetos que colecionou na região maia para o Museu Britânico em 1924.